# Ján Tršo (1953)
Ján Tršo (* 30. srpna 1953) je bývalý slovenský fotbalista.

## Fotbalová kariéra
V československé lize hrál za Inter Bratislava. Nastoupil ve více než 80 ligových utkáních a dal 17 gólů.

## Ligová bilance
| Ročník                                   | Zápasy | Góly | Klub             |
| ---------------------------------------- | ------ | ---- | ---------------- |
| 1. československá fotbalová liga 1978/79 | 14     | 2    | Inter Bratislava |
| 1. československá fotbalová liga 1979/80 | -      | 5    | Inter Bratislava |
| 1. československá fotbalová liga 1980/81 | 25     | 3    | Inter Bratislava |
| 1. československá fotbalová liga 1981/82 | 26     | 2    | Inter Bratislava |
| 1. československá fotbalová liga 1982/83 | 22     | 5    | Inter Bratislava |
| CELKEM                                   | -      | 17   |                  |